# Champ de bataille de Grunwald
Le champ de bataille de Grunwald est l'aire où se déroula la bataille de Grunwald le 15 juillet 1410 actuellement protégée et inscrite sur la liste des monuments historiques de Pologne.

## Lieux
Le champ de bataille se situe au sud du village de Grunwald, plus exactement entre Stębark, Łodwigowo et Ulnowo

## Bataille
Durant la guerre du royaume de Pologne-Lituanie contre l'ordre Teutonique, le 15 juillet 1410, se déroula près du village la bataille de Grunwald, connue également sous le nom de bataille de Tannenberg, entre troupes du roi de Pologne Ladislas II Jagellon et les chevaliers teutoniques de l'ordre de Livonie.

## Célébration du550eanniversaire
En 1960, la commémoration inaugure de nouveaux monuments, l’obélisque en granit, l’ensemble de mâts, et le musée-amphithéâtre.

## Protection
Le 17 septembre 2010, le président polonais déclare monument historique la zone où la scène de la bataille de Grunwald s’est déroulée, comprenant les prairies et le bois , les monuments du 550e anniversaire , ainsi que les ruines de l’ancienne chapelle .

## Le champ de bataille aujourd'hui

### Monuments
- Ruines de la chapelle

Situées à l’est du musée
Bâtie en 1413, et plusieurs fois détruites, il ne reste aujourd’hui que les bases de la chapelle de Grunwald (Marienkapelle (Tannenberg) (de)).
- Musée

Située dans la structure inférieure de l’amphithéâtre
Bâti en 1960, le musée accueille plusieurs salles d’exposition et cinéma.
- Amphithéâtre

Situé sur le promontoire du champ de bataille, il expose la position des armées avant le combat
Bâti en 1960.
- Obélisque en granit

érigé en 1960, de Jerzy Bandura avec en incrustation les épées de Grunwald
- Ensemble de bannières

D’une hauteur de 30 mètres, il rassemble 11 mats pour symboliser la coalition Pologne-Lituanie
Bâti en 1960, devant l’amphithéâtre.
- Restes du monument de Cracovie

Détruit par les nazis en 1939, un résidu du monument Grunwald est placé sur le champ de bataille en 1976.
- Pierre de Jungingen,

elle marque l’endroit où Ulrich von Jungingen a succombé.
- Monticule Jagiello, en souvenir du roi Ladislas II Jagellon

Situé 50 mètres au sud-ouest du musée
érigé en 1959 par les scouts de la ZHP.

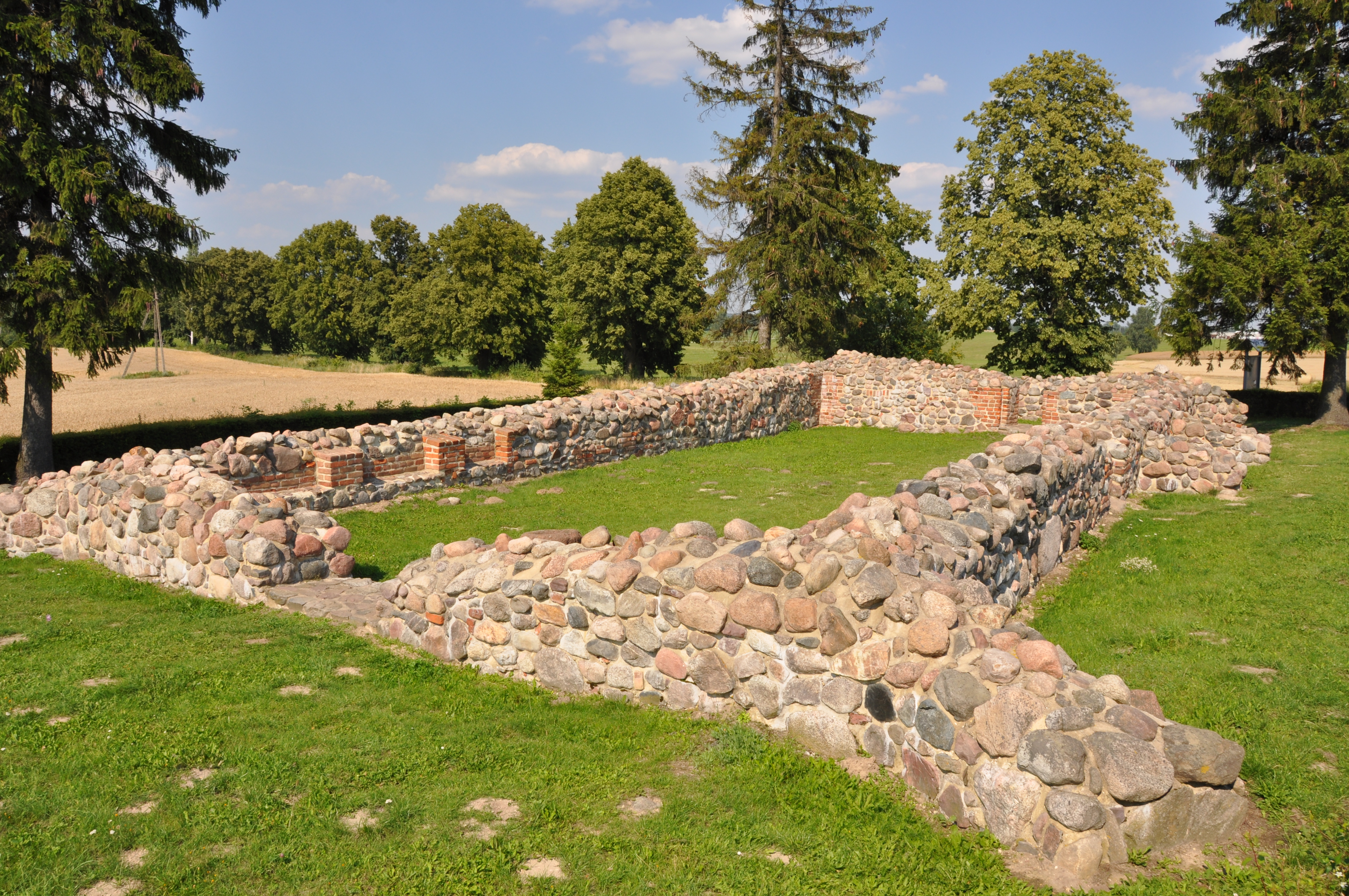
Ruine de la chapelle, construite entre 1411 et 1413
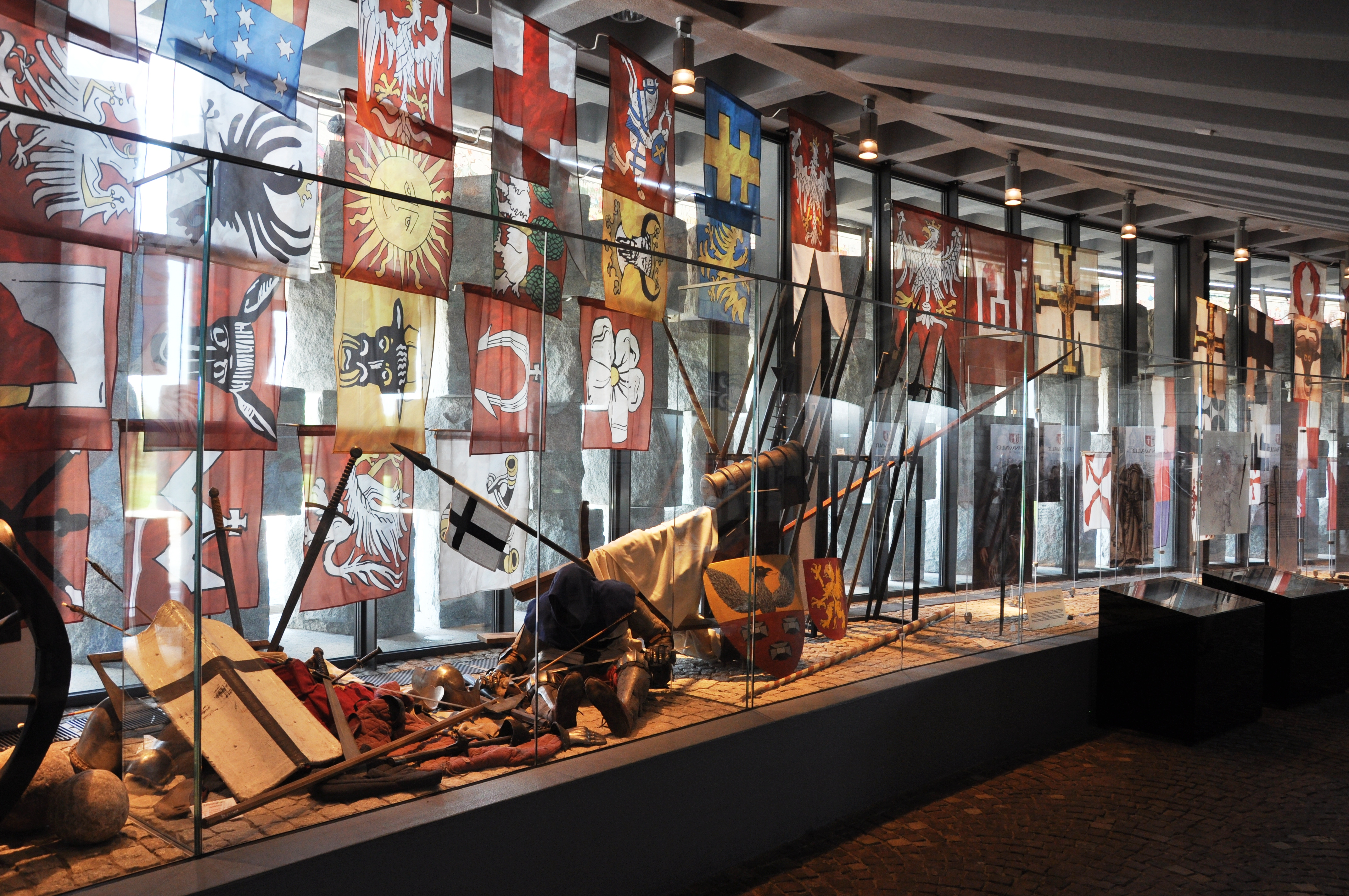
Musée de Grunwald
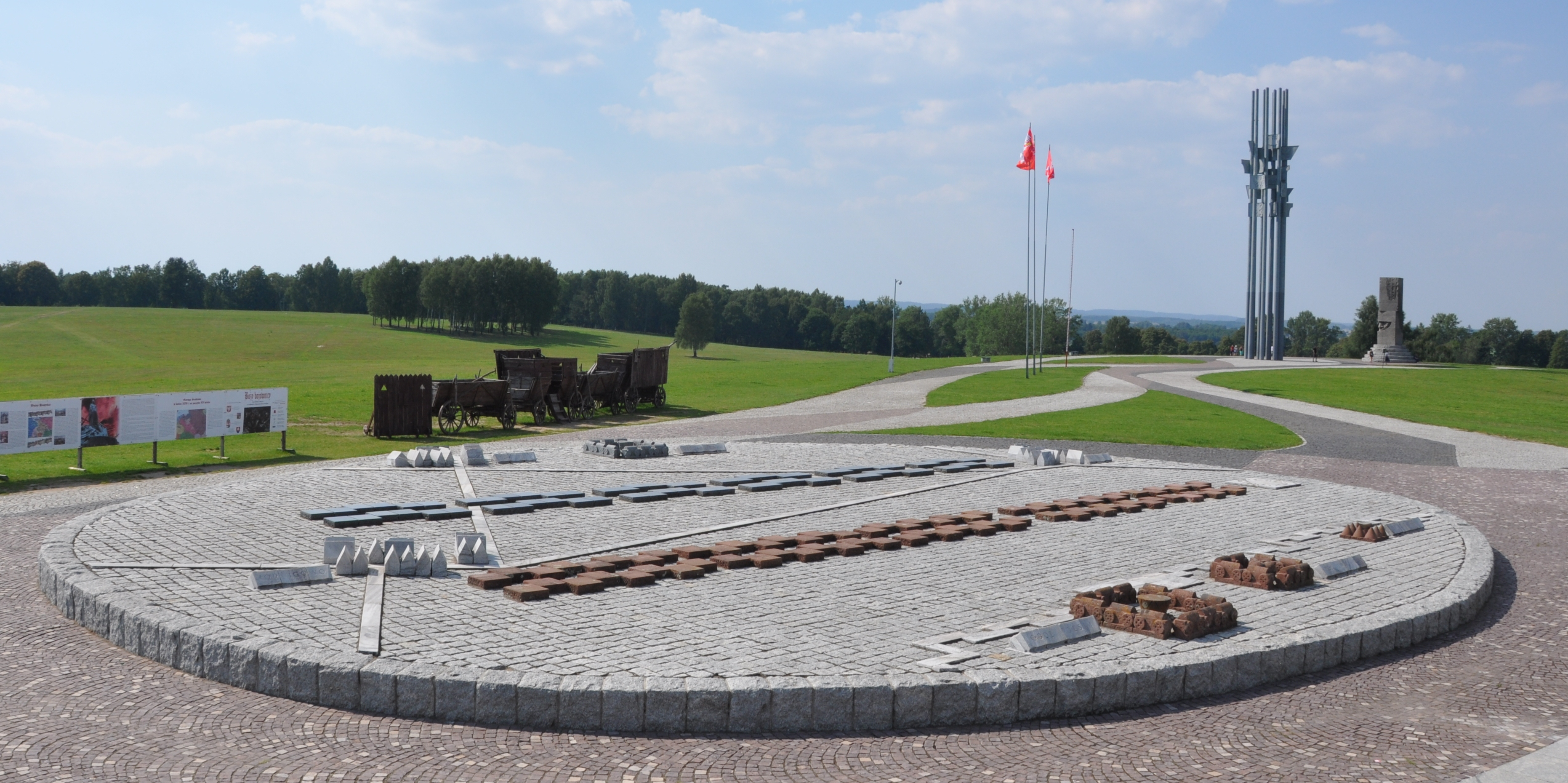
Positions de bataille, vue de l’amphithéâtre. La ligne de front sépare les armées polonaise, russo-lituanienne, et tartare, des armées teutoniques
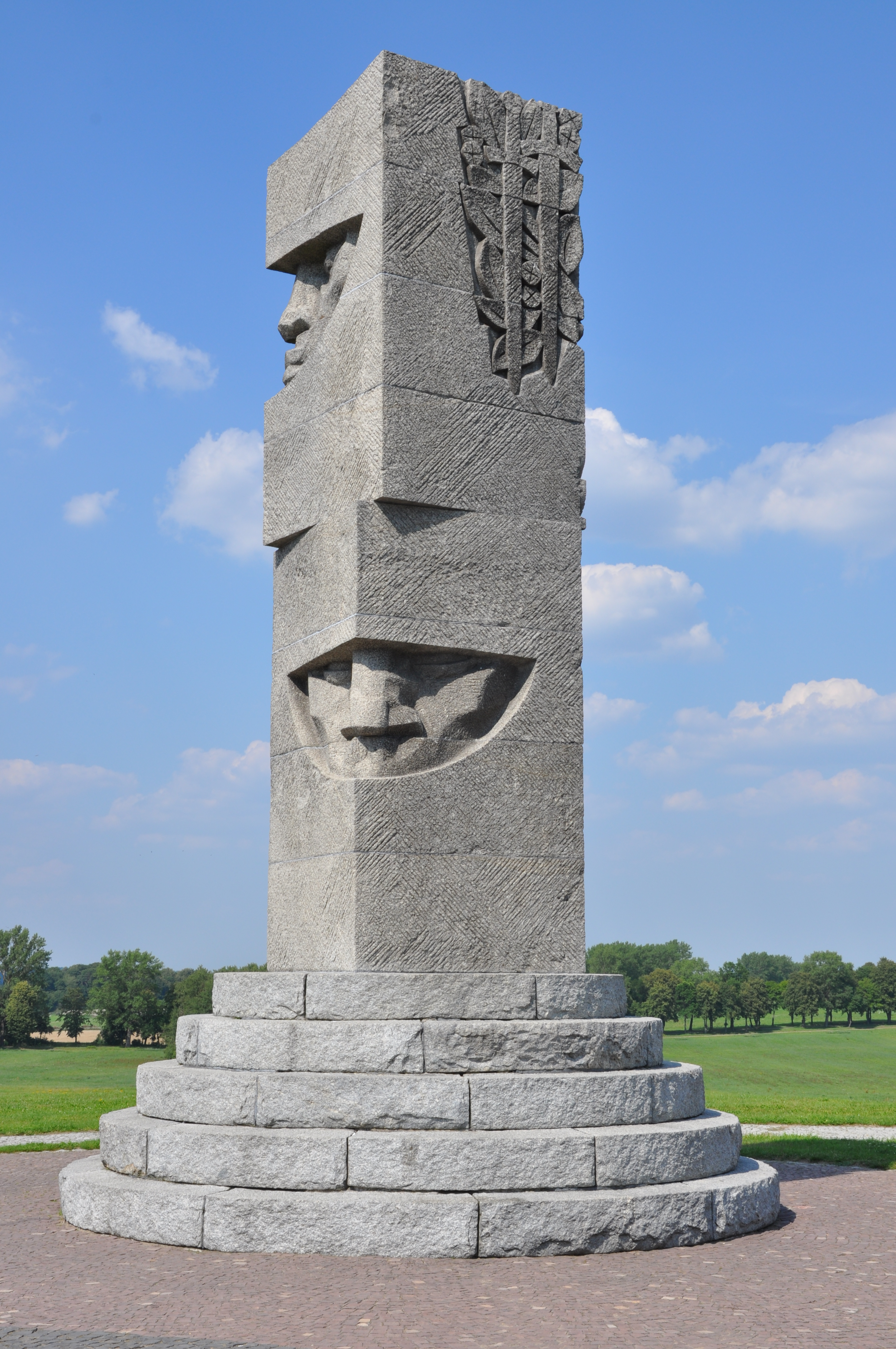
Obélisque en granit
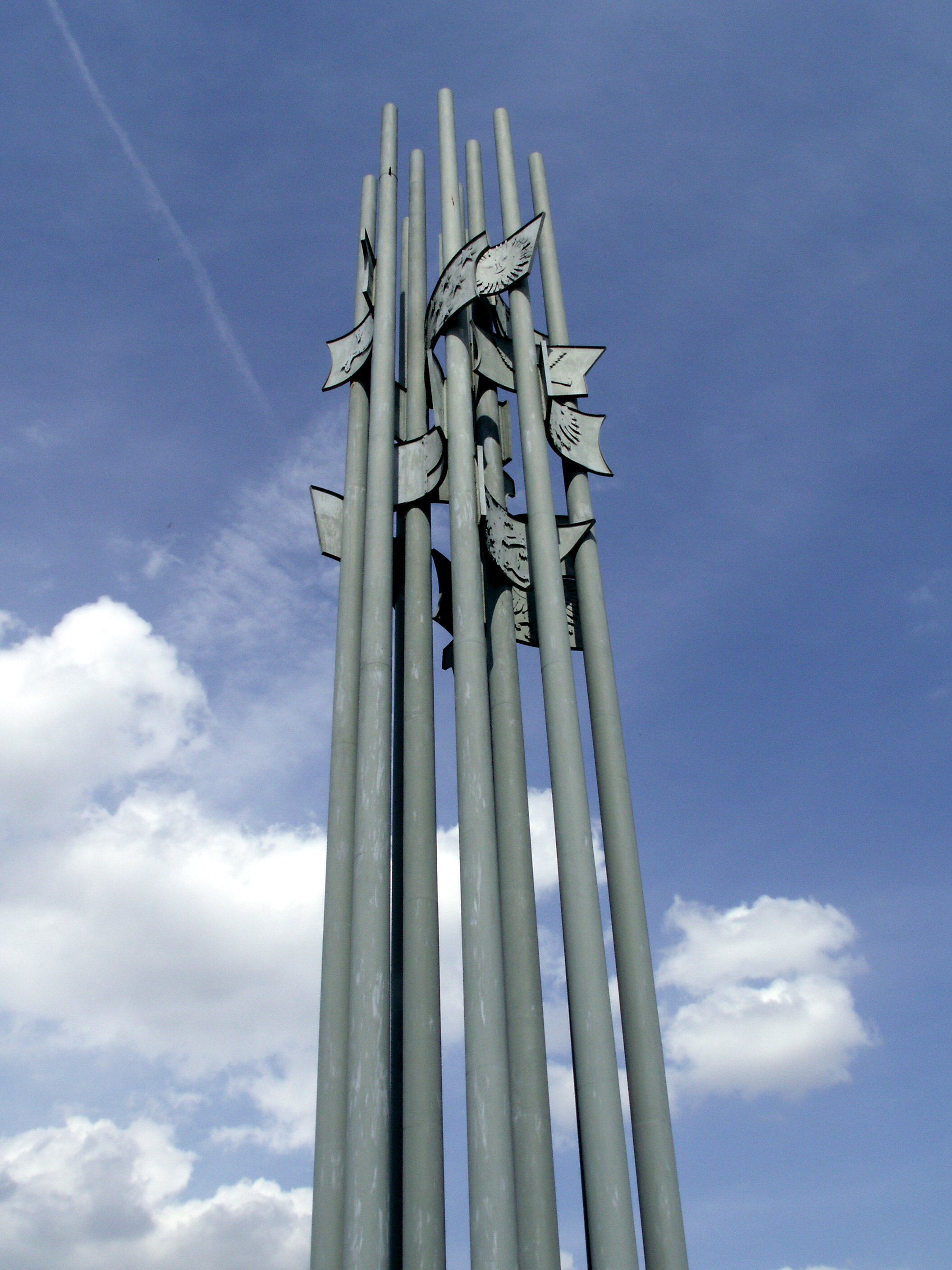
Ensemble de bannières
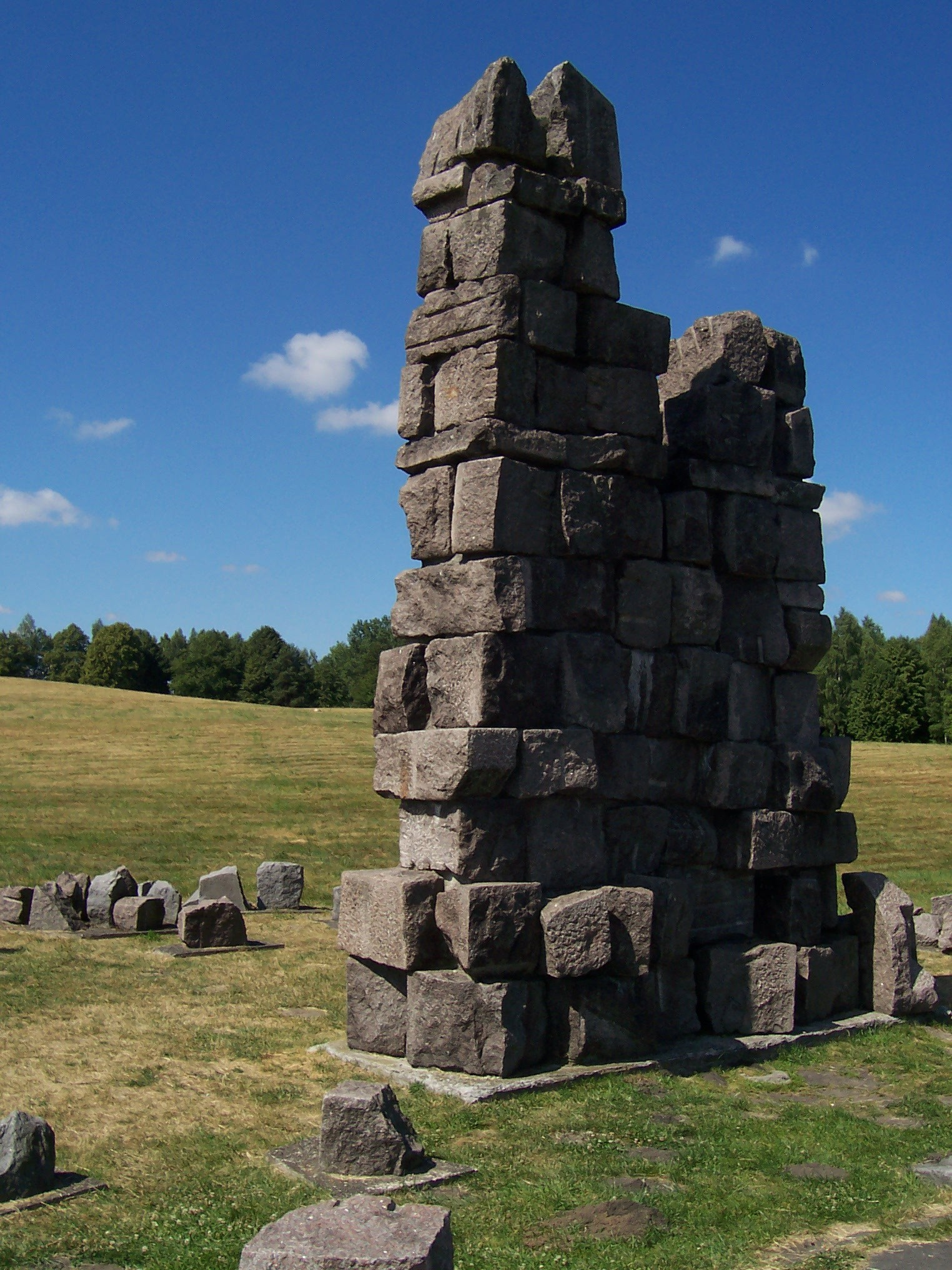
Restes du monument de Cracovie
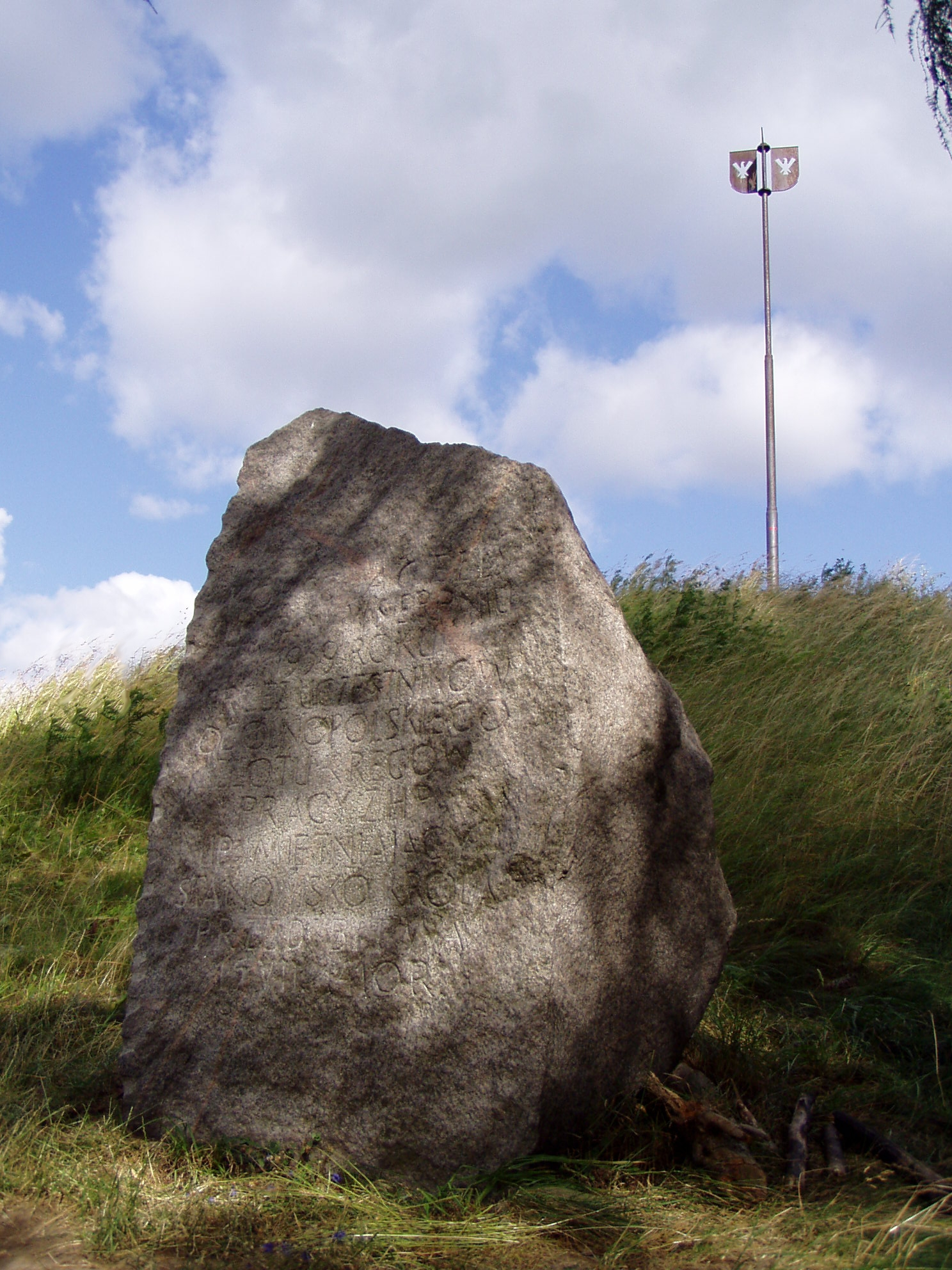
Monument à Ladislas II Jagellon

### Manifestations
Chaque année, aux environs du 15 juillet, de nombreuses associations participent aux différents événements. Le plus spectaculaire de ces derniers reste la reconstitution de la bataille pour laquelle de nombreux Polonais, mais aussi des étrangers, endossent le costume de roi, chevalier, ou mercenaire.

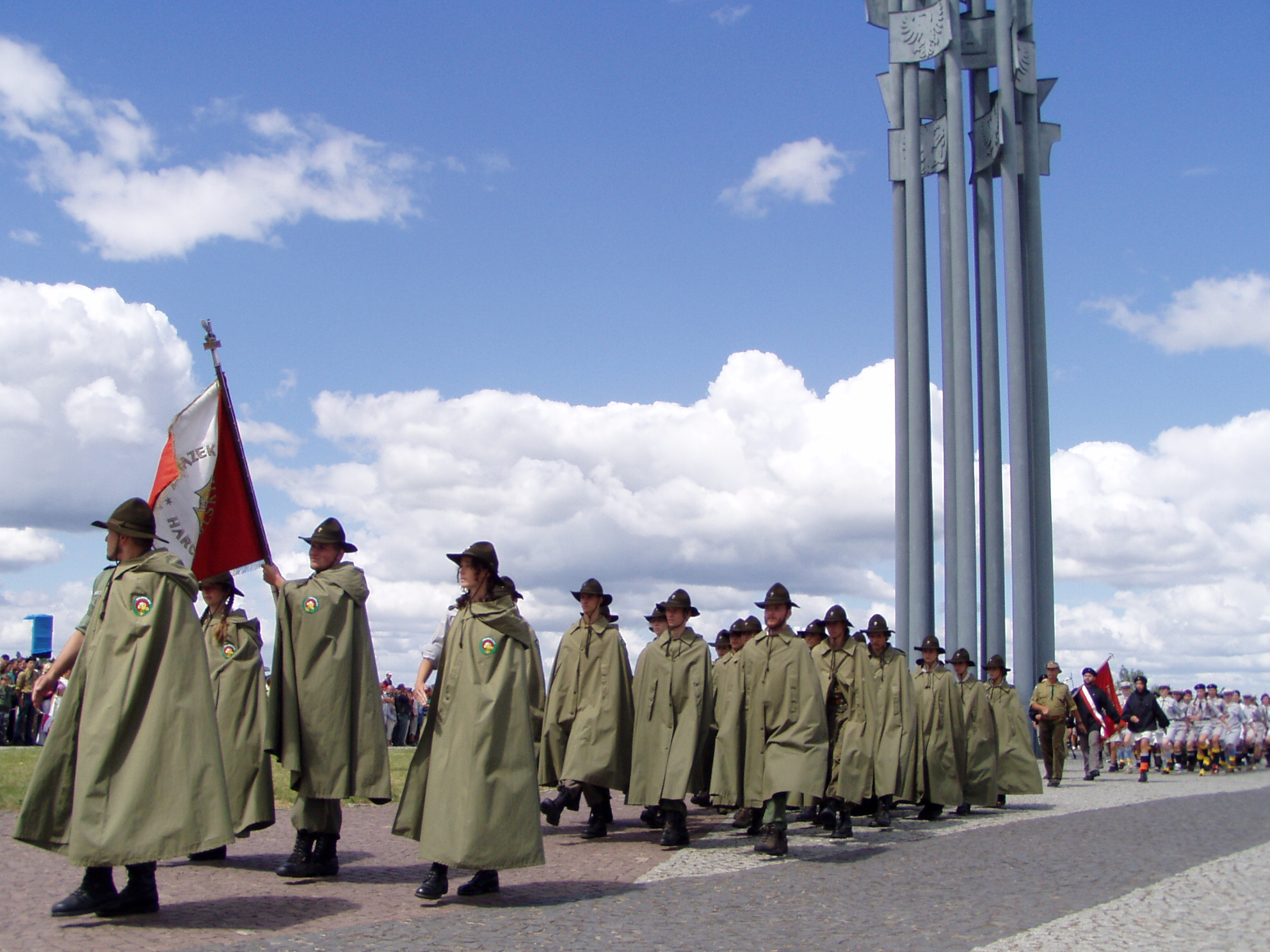
Délégation de scouts polonais devant le monument de Grunwald
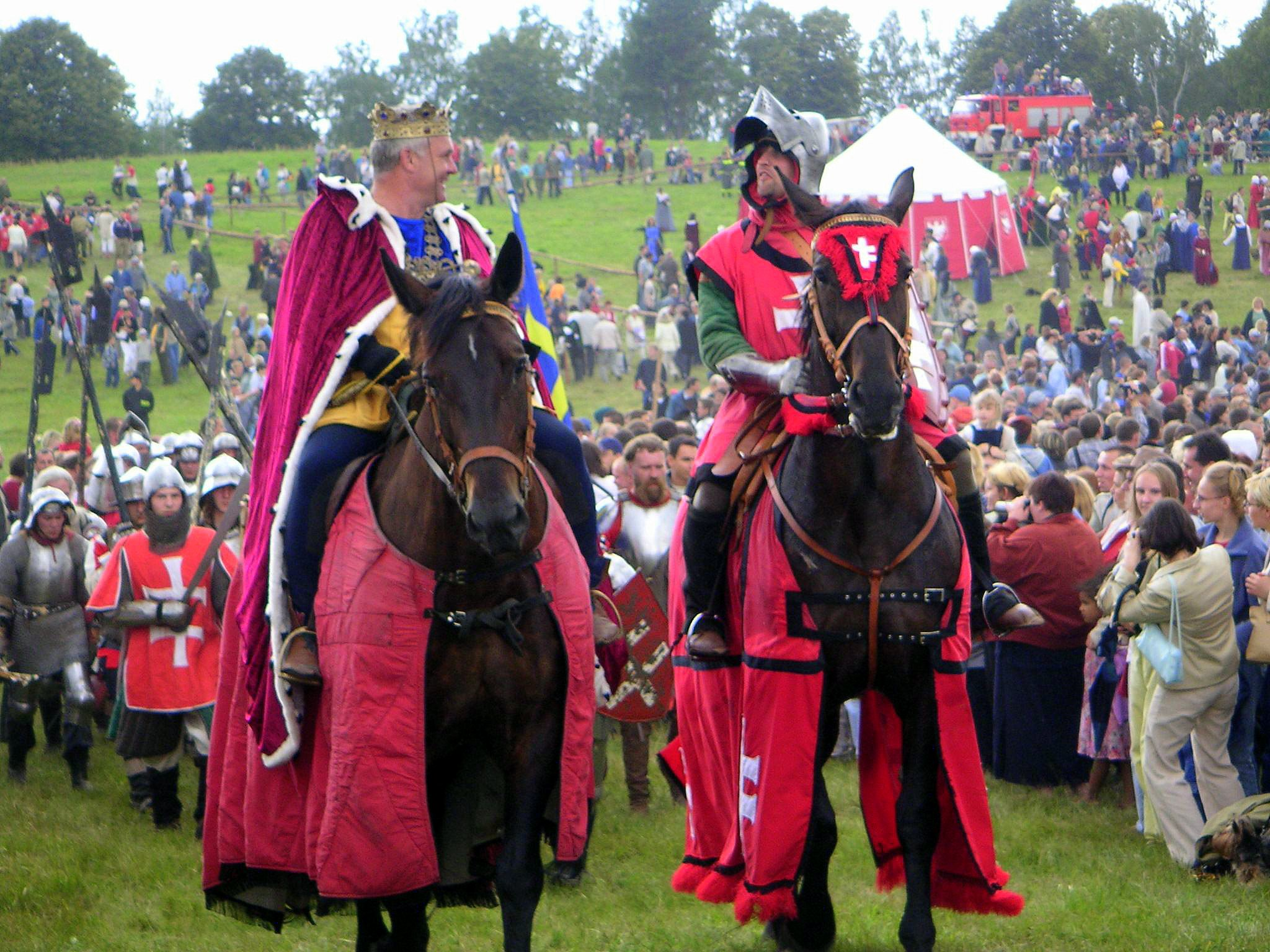
Commémoration de la bataille de Grunwald en 2003